# بنك الجزيرة
بنك الجزيرة هو مجموعة مالية سعودية وشركة مساهمة تأسست عام 1975 ومقرها في جدة.

## نبذة عامة
تأسس بنك الجزيرة كشركة مساهمة سعودية مسجلة في المملكة العربية السعودية بموجب المرسوم الملكي رقم 46/م الصادر بتاريخ 12 جمادى الثانية 1395 هـ (21 يونيو 1975م). وقد بدأ البنك أعماله بتاريخ 16 شوال 1396 هـ (9 أكتوبر 1976م) بعد أن استحوذ على فروع بنك باكستان الوطني في المملكة العربية السعودية. يعمل البنك بموجب السجل التجاري رقم 4030010523 الصادر في جدة بتاريخ 29 رجب 1396 هـ (27 يوليو 1976م).

## المنعطفات الأبرز في مسيرة البنك التاريخية
في العامين 1992 و 1994م، أقر البنك زيادتين متتاليتين في رأس المال وجاءت حصرياً من المساهمين السعوديين مما أدى إلى تقليص ملكية بنك باكستان الوطني بشكل كبير ونجح البنك في التحوّل إلى الربحية في العام 1997م.
- في العام 1998م، اتخذ مجلس إدارة البنك قراراً استراتيجياً بتحويله إلى بنك تتوافق جميع أعماله مع أحكام الشريعة وتطلب ذلك إعادة هيكلة كاملة لبنيته التحتية وأسس عملياته وخدماته ومهارات كوادره البشرية وخططه مع تأسيس هيئة شرعية مؤلفة من نخبة من العلماء المتخصصين في المصرفية الإسلامية.
في العام 2002م، نجح البنك في تحويل جميع فروعه للعمل بمقتضى أحكام الشريعة وبدأ في قطف نتاج هذا الجهد الكبير والتحوّل الاستراتيجي والتميز الخدماتي محققاً نمواً مطرداً عزز وجوده وصورته في السوق المصرفي.
في العام 2007م، نجح البنك في تحويل جميع عملياته وأنشطته بالكامل مع ما يتوافق وأحكام الشريعة، وفي ذات العام شهد البنك زيادة رأسماله المدفوع ليصبح ثلاثة مليارات ريال سعودي جاءت جميعها من الأرباح المحققة.
في أواخر عام 2008م، قامت إدارة البنك بإقرار خطة إستراتيجية بهدف تحويل البنك إلى مجموعة مالية متعددة التخصصات من خلال عدد من المبادرات تغطي جميع قطاعات الأعمال والمساندة وجرى تنفيذ بعضها في العام 2009م.
في العام 2010م، جرى إرساء الأسس للنمو المستقبلي وتنويع منتجات البنك وخدماته أسهمت في تنويع مصادر الدخل بعيداً عن مخاطر الاعتماد على مصدر واحد أو مصدرين للدخل وأصبح لدى البنك كامل الجاهزية لمزيد من الانطلاق والتميز من خلال فريق عمل بخبرات واسعة وقدرات فذة.

## أحدث التطورات والانجازات في قطاعات الأعمال
- شبكة الفروع وأجهزة الصرف: بحلول عام 2014 جرى زيادة عدد الفروع لتصبح حوالي 86 فرعاً تشمل حوالي 22 فرعا للسيدات، واستبدال مواقع بعض الفروع والصرافات بأخرى أفضل من حيث الكثافة البشرية مما أدى إلى استقطاب المزيد من العملاء وزيادة الدخل.
-
التمويل العقاري والتمويل الشخصي: حقق البنك مركزاً مرموقاً في مجال التمويل العقاري والشخصي من خلال باقة متنوعة من البرامج مثل برنامج «بيتى» للتمويل السكني وبرنامج «التمويل العقاري الاستثماري» وبرنامج «التمويل العقاري مقابل رهن العقار» وضمت العديد من المزايا مثل وفرة مبلغ التمويل وطول مدة السداد وهامش ربح منافس وغيرها مما جعلها محط إقبال من العملاء. هذا بجانب برنامج «دينار» للتمويل الشخصي وما يحمله من مزايا تنافسية فريدة.
- المواقع الإلكترونية على الإنترنت: جرى تعزيز جميع المواقع الإلكترونية للبنك بمزيد من الخدمات وعلى رأسها موقع البنك الإعلامي (baj.com.sa) وموقعه للتعاملات المصرفية الجزيرة أون لاين (Aljaziraonline) ورفده بمزيد من المزايا التقنية والأمنية.
- قنوات التوزيع البديلة: شهدت جميع قنوات التوزيع البديلة مثل الهاتف المصرفي ورسائل الجوال وأجهزة الصرف الآلي وخدمة نقاط البيع ومركز المساعدة قفزات نوعية تطلع البنك من خلالها إلى تقريب المسافة بينه وبين العميل والتفاني في خدمته إينما حل وأرتحل.
- قطاع الخدمات التجارية: تأسيس مكاتب إقليمية في المدن الرئيسية الثلاثة الرياض وجدة والدمام لتقديم خدمات تجارية متكاملة تحت سقف واحد مع إطلاق موقع خاص على الإنترنت لخدمة هذا القطاع (onlinetrade.baj.com.sa) يوفر جملة من خدمات التمويل التجاري مثل طلب فتح اعتماد أو خطاب ضمان أو بوالص برسم التحصيل أو غيرها على مدار الساعة (24/7) مباشرةً من مقرات عمل الشركات.
- قطاع الخزينة: تشكيل فريق عمل بخبرات فذة مع إطلاق الكثير من المنتجات التي لاقت استحساناً من العملاء، إضافةً إلى الارتقاء بالبنية التحتية من أنظمة وعمليات.
- الجزيرة كابيتال: جرى تعزيز موقع الجزيرة للأسواق المالية الريادي المتميز في سوق تداول الأسهم المحلية «تداولكم» والارتقاء بقدراته من خلال إطلاق خدمة «جلوبل» مما مكّن العملاء من الوصول المباشر إلى العديد من أسواق الأوراق المالية الإقليمية والدولية. كما جرى إطلاق مركز أبحاث تولى إصدار تقارير ودراسات تناولت جوانب مختارة من القطاعات الاقتصادية والشركات بأحدث الأساليب الفنية.
- شركة الجزيرة تكافل تعاوني: أقر مجلس الوزراء في جلسته الأثنين 27 ربيع الآخر 1431هـ الموافق 12 أبريل 2010 على الترخيص بتأسيس شركة مساهمة باسم شركة الجزيرة تكافل تعاوني. وهي تعكف منذ ذاك على هيكلة بنيتها التحتية استعداداً للاستقلال عن البنك.

## المسؤولية الاجتماعية
في العام 2006م، قام البنك بإطلاق برنامجه «خير الجزيرة لأهل الجزيرة» الذي رصد له مبلغاً كبيراً لدعم مبادرات ورعاية برامج رئيسية موجهة لتنمية المجتمع انطلاقا من تعاليم ديننا الإسلامي الحنيف وبالتعاون مع مؤسسات حكومية وغير حكومية لها إسهاماتها في مجال العمل الخيري. وهذه البرامج موجهة لمساعدة أعداد كبيرة من ذوي الاحتياجات الخاصة من الأسر والأفراد على حد سواء إضافةً إلى عقد دورات تدريبية في التأهيل المهني لمئات من الشباب والشابات السعوديين لمنحهم فرص حقيقية للالتحاق بسوق العمل والمشاركة الفاعلة في تنمية الاقتصاد الوطني.